# Jérôme Medrano
Pour les articles homonymes, voir Medrano.
 (juillet 2007).
Si vous disposez d'ouvrages ou d'articles de référence ou si vous connaissez des sites web de qualité traitant du thème abordé ici, merci de compléter l'article en donnant les références utiles à sa vérifiabilité et en les liant à la section « Notes et références ».
Gerónimo Medrano, ou Jérôme Medrano, est un clown et artiste de cirque, né à Madrid le 30 septembre 1849 et mort à Paris 9e le 27 avril 1912.
Il a renouvelé le comique des clowns et fondé le Cirque Medrano, en reprenant l'ancien Cirque Fernando, 63 boulevard de Rochechouart à Paris. L'actuel cirque Medrano est l'un des quatre plus grands cirques français itinérants.

## Biographie

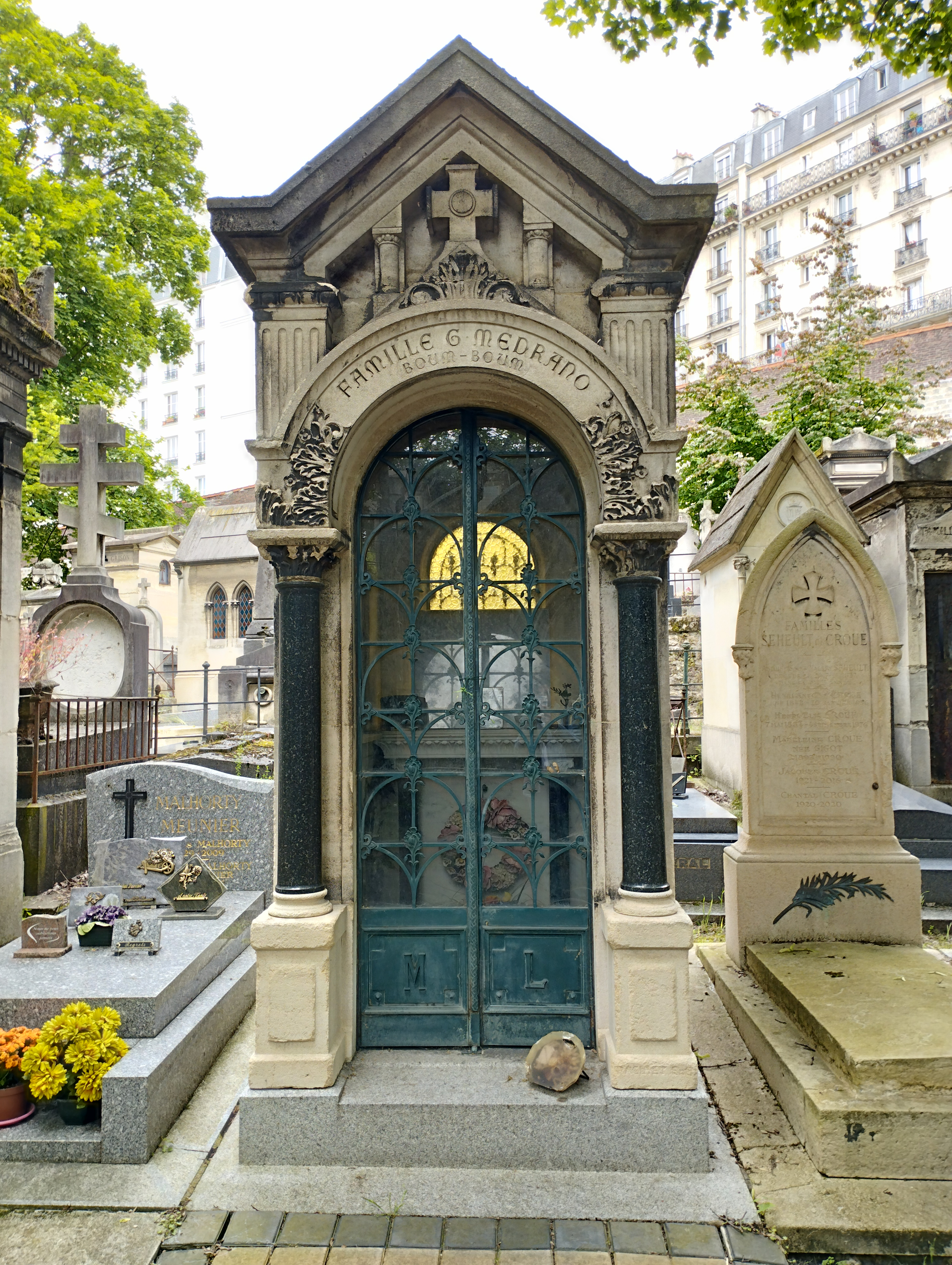
Tombe de Jérome Medrano au cimetière de Montmartre (division 2).

D’origine espagnole, Gerónimo (Gérome, sur sa chapelle du cimetière de Montmartre de Paris (2e division)) Medrano est d’abord danseur en Angleterre puis acrobate aérien dans la Troupe de Leopold Salonne, notamment au Cirque des Champs-Élysées, à Paris. En 1874, Fernando, le directeur du cirque parisien du même nom, lui offre une place de clown. Il se fait remarquer par sa célèbre exclamation « Boum boum ! » adressée au chef d’orchestre. Enjoué, agile, vêtu d'un maillot décoré de fleurs et de papillons brodés, il a le visage enfariné et porte une perruque de chanvre hérissée de houppettes. Il est très populaire auprès des femmes et surtout des enfants, à qui il ne fait pas peur, à la différence de beaucoup de clowns de l'époque…
Au Nouveau Cirque, il joue ensuite dans divers intermèdes, notamment avec Chocolat alors au début de sa carrière. Lorsque le cirque Fernando, situé au 63, Boulevard Rochechouart, à l'angle de la rue des Martyrs, connaît des difficultés en 1897, Medrano en reprend l'exploitation, lui donne son nom et en devient le directeur.
Avec lui puis, plus tard, son fils Jérome Medrano (1907-1998) qui va lui succéder, le cirque Medrano devient « le cirque des clowns ».
Il est inhumé au cimetière de Montmartre (division 2).

## À noter
- Alexandre Archipenko, en 1914, a créé une sculpture du nom de Medrano.